# Abdullah Al-Buraiki
Abdoullah Salem Al-Buraiki (Al Kuwait, 1º gennaio 1987) è un calciatore kuwaitiano, centrocampista dell'Al-Kuwait e della Nazionale kuwaitiana.

## Carriera

### Nazionale
Ha esordito in Nazionale nel 2009.

## Palmarès

### Club

#### Competizioni internazionali
- Coppa dell'AFC: 2

Al-Kuwait: 2012, 2013